# Unduloribates brevisetosus
Unduloribates brevisetosus är en kvalsterart som beskrevs av Nübel-Reidelbach och Woas 1992. Unduloribates brevisetosus ingår i släktet Unduloribates och familjen Unduloribatidae. Inga underarter finns listade i Catalogue of Life.